# Dr. Raio X
Doutor Raio X é uma série de desenho animado brasileira produzida e veiculada pelo canal pago TV Rá-Tim-Bum, que estreou em 5 de novembro de 2011 e terminou em 21 de janeiro de 2012. Desde 2013 está sendo reprisada pelo canal. O desenho é indicado para crianças de 8 a 10 anos.

## Sinopse
Um acidente com uma invenção do Doutor Raio X causa o desaparecimento de toda a massa viva do corpo de Zezinho, amigo do médico. O que sobra são somente os ossos. O tema principal da série são as tentativas de reversão desse processo.

## Personagens
- Doutor Raio X (Fúlvio Stefanini[3]) - Um médico muito inteligente, mas um inventor muito atrapalhado. Está sempre disponível para os amigos, mas com frequência anda meio “desligado”.

- Máquina (Nestor Chiesse) - Era apenas uma máquina até o acidente, depois criou vida própria. Tem personalidade difícil, não gosta de ser contrariada. Dificilmente é enganada por alguém.

- Zezinho (Nestor Chiesse) - É amigo do Doutor Raio X e a vítima que sofreu o acidente. Muito curioso, estava sempre disposto a ajudar nas experiências. Pelo menos até agora! Só espera que o Doutor consiga reverter o seu quadro para que possa voltar a viver normalmente.